# Real Independiente
El Real Independiente es un club de fútbol peruano del distrito de Santa María, Departamento de Lima. Fue fundado en 1928 y participa en la Copa Perú.

## Historia
El club fue fundado el 12 de octubre de 1928 en el domicilio del Sr. Juan A. Nicho, ubicado en el barrio La Esperanza - Chonta, distrito de Santa María. Su primer presidente fue Delfín Nicho.
Fue ganador de la zona Norte de la Etapa Departamental de Lima de 1985 tras vencer a Sport Chancay con lo que clasificó a la final departamental. Sin embargo, no pudo obtener el cupo a la Etapa Regional que quedó en manos de Bella Esperanza de Cerro Azul.
En 2004 clasificó a la Etapa Departamental de Lima como campeón provincial de Huaura junto al subcampeón Nicolás de Piérola de Huacho. Fue eliminado en primera fase por Academia Daniel Ruiz de Huaral.
En 2011 llegó hasta la Etapa Provincial de Huaura pero fue eliminado en la primera fase por Pedro Anselmo Bazalar de Huacho.
Clasificó a la Etapa Departamental de Lima 2024 luego de ser campeón distrital y provincial. Luego de eliminar a Oyotún y Virgen del Rosario, llegó a la semifinal departamental donde enfrentó a Juventud Cruz de Chonta al que venció en definición por penales obteniendo el pase a la Etapa Nacional de la Copa Perú 2024. Tras ganar en la final departamental a Pacífico SMP, participó en la Etapa Nacional donde terminó en el puesto 44 de la primera fase con 4 puntos y quedó eliminado del torneo sin posibilidad de obtener el cupo a la Liga 3 2025, que quedó en manos de Pacífico SMP por haber avanzado dos fases más.
En 2025 llegó hasta la Etapa Departamental donde fue eliminado en primera fase por Bella Esperanza.

## Uniforme
- Uniforme titular: Camiseta blanca, pantalón blanco, medias blancas.
- Uniforme alternativo: Camiseta roja, pantalón rojo, medias rojas.

## Estadio
El club juega de local en el estadio Marcial Villanueva Marcos de propiedad de la Municipalidad Distrital de Santa María.

## Sede
El club cuenta con su local propio ubicado en la Avenida Perú en el distrito de Santa María.

## Rivalidades
Real Independiente mantiene una rivalidad a nivel local con Juventud Cruz de Chonta al representar ambos al sector de Chonta. Ambos equipos se enfrentaron en semifinales de la Etapa Departamental de Lima 2024 definiendo el pase a la Etapa Nacional de la Copa Perú de ese año, el cual fue obtenido por Real Independiente.

## Entrenadores
- Walter Minetto (2024)
- Carlos Cortijo (2024)
- Willy Pretel (2024)
- Eliseo Salazar (2025 - Act.)

## Palmarés
| Competición                          | Títulos                                                                       | Subcampeonatos |
| ------------------------------------ | ----------------------------------------------------------------------------- | -------------- |
| Liga Departamental de Lima (1/1)     | 2024.                                                                         | 1985.          |
| Liga Provincial de Huaura (3/0)      | 1985, 2004, 2024.                                                             |                |
| Liga Distrital de Santa María (13/1) | 1980, 1981, 1983, 1984, 1985, 1990, 2001, 2002, 2003, 2004, 2006, 2007, 2024. | 2025.          |